# 水虎

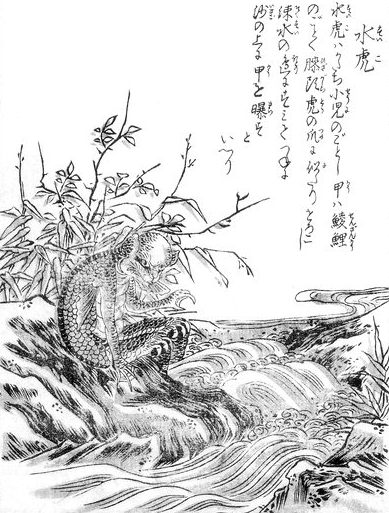
鳥山石燕『今昔畫圖續百鬼』所描繪的水虎。

水虎是日本和中國傳說中在水中的妖怪，然而描寫模樣完全不同。

## 中國的水虎
中國古書《本草綱目》記載，水虎是居住在湖北省的河流中的妖怪。；外表看起來類似3、4歲的兒童，但是身體卻覆蓋著連弓箭也無法射穿的堅硬鱗片。通常都是全身潛入水中，只露出很像虎爪的膝蓋在水面上。
平常個性溫和，但如果有小孩子對牠惡作劇的挑釁則會遭到牠的咬嚙；此外如果活捉到水虎的話，可以捏住牠的鼻子來使喚牠。
鳥山石燕的今昔畫圖續百鬼引用了上面的記載內容，並以穿山甲來形容水虎的鱗片。。

## 日本的水虎

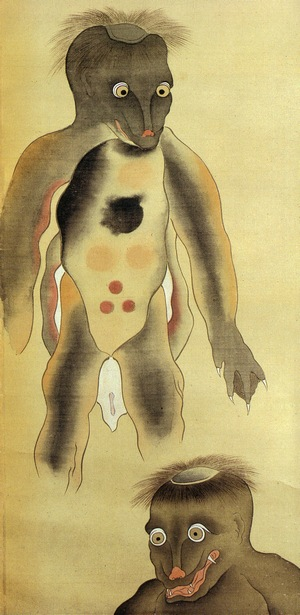
寛永年間在豐後國肥田據說所捕捉到的水虎。

日本原本並沒有和中國的水虎類似的妖怪，但在水虎傳承至日本後；遂與日本著名的水的妖怪河童混合，形成日本獨有的水虎形象。
水虎在日本是和河童非常類似的妖怪，甚至是河童的一種，與河童同樣棲息在河川、湖泊、海等等的水濱處。體型比河童還要壯碩外也更加兇猛，從會殺害人類這點來看，水虎是比河童還要令人恐懼的存在。
長崎縣傳說水虎一年一次會把人拉進水中來吸血，吞食靈魂後才會把屍體扔出來。青森縣的水虎則只會襲擊小孩子，牠會把戲水的小孩拖入水中並殺死；琵琶湖附近以及九州的筑後川附近的水虎則會在拂曉時敲打民宅的門來惡作劇，以及附身在人身上。而有些地方則將水虎視作河童的別名，並留有捕捉到水虎的紀錄。
因為水虎是龍宮的眷屬，所以為了要提升自己的名譽而襲擊人類；此外水虎也是統帥48隻河童的首領，因此河童作惡搗亂也有助於水虎提升地位。
撃退水虎方法是不埋葬被水虎吸血而死的被害者遺體，並在田中搭建草屋，將遺體放在草屋內的木板上。如此一來，殺死這名被害者的水虎就會在草屋四周不停的打轉；隨著遺體逐漸腐敗，水虎本身的肉體也會腐敗。由於水虎會使用隱身術來隱藏身形，所以只能聽見聲音而看不到牠；直到水虎因身體腐敗而死後，才會露出牠的真面目。
此外，將鐮刀立起放置在屋內或是在屋外撒麻殼或豇豆也能夠驅除水虎。

## 関連項目
- 中國妖怪列表
- 日本妖怪列表
- 河童